# Krobanówek
Krobanówek [krɔbaˈnuvɛk] est un village polonais de la gmina de Zduńska Wola dans le powiat de Zduńska Wola et dans la voïvodie de Łódź. Il se situe à environ 3 kilomètres à l'est de Zduńska Wola et à 39 kilomètres au sud-ouest de Łódź.
Le village compte approximativement 50 habitants.